# کیریل پتکوو
کیریل پتکوو (بلغاری: Кирил Петков Петков؛ زادهٔ ۱۷ آوریل ۱۹۸۰) کارآفرین، و سیاستمدار اهل بلغارستان است.